# Estação Lagoinha
Lagoinha é uma das estações da Linha 1 do Metrô de Belo Horizonte, fazendo ligação com o Hipercentro e o terminal rodoviário da cidade. 
Fica situada na Avenida do Contorno, em frente ao Terminal Rodoviário Governador Israel Pinheiro (TERGIP). Também há, junto à estação, um pequeno terminal de ônibus, onde se integram algumas linhas municipais.

## História
A estação Lagoinha faz parte do primeiro trecho do Metrô de Belo Horizonte, cujas obras foram iniciadas em 1982 pela Rede Ferroviária Federal.
Para a construção da estação, foi desapropriada e, posteriormente demolida, a antiga sede da Feira dos Produtores, que foi transferida para outro local.
Durante a sua construção, numa área anexa foi exposta a maquete do trem metropolitano que seria futuramente utilizado, atraindo a população para conhecer o novo meio de transporte público da capital mineira.
Em 1984 as obras e a gestão do modal são transferidas para alçada da Companhia Brasileira de Trens Urbanos (CBTU), de forma que a estação Lagoinha é inaugurada em 25 de agosto de 1985.

## Arredores
Terminal Rodoviário de BH - 50 m
Praça Rio Branco - 55 m
Shopping Popular Oiapoque - 75 m
Avenida Pedro II - 180 m